# Hofadel

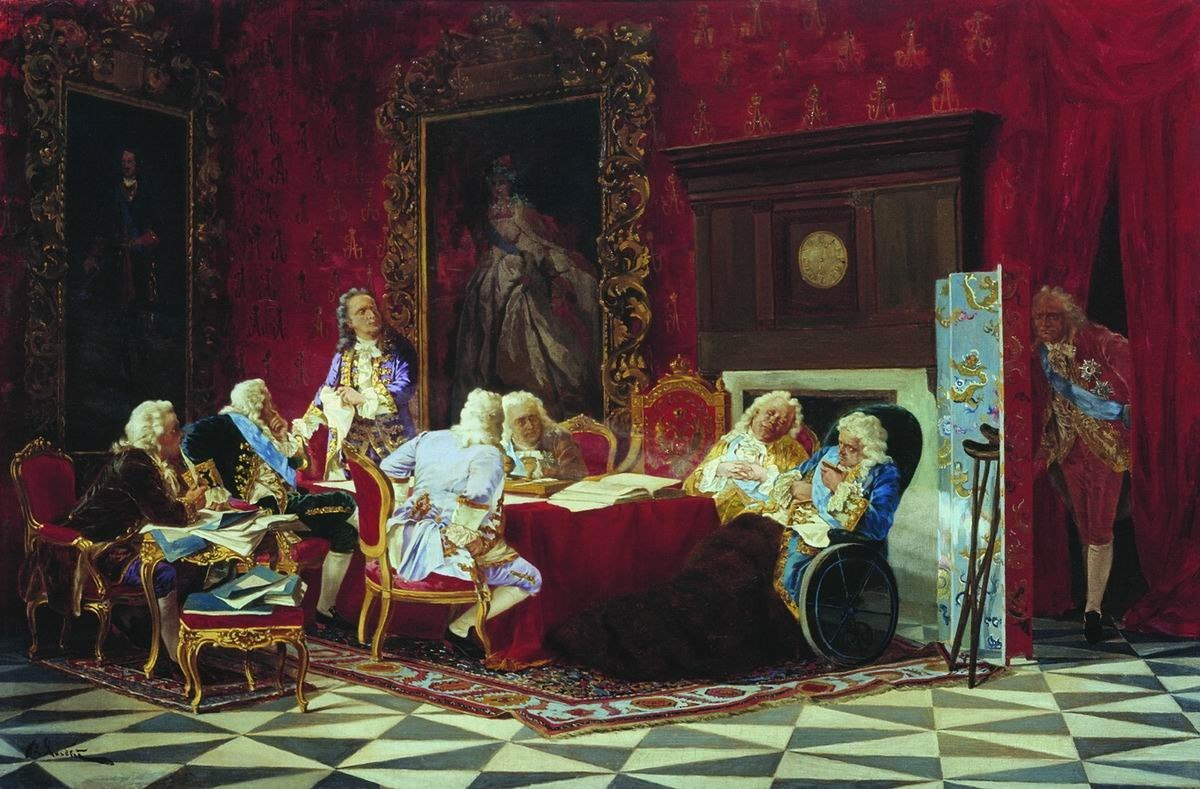
Kabinett Annas

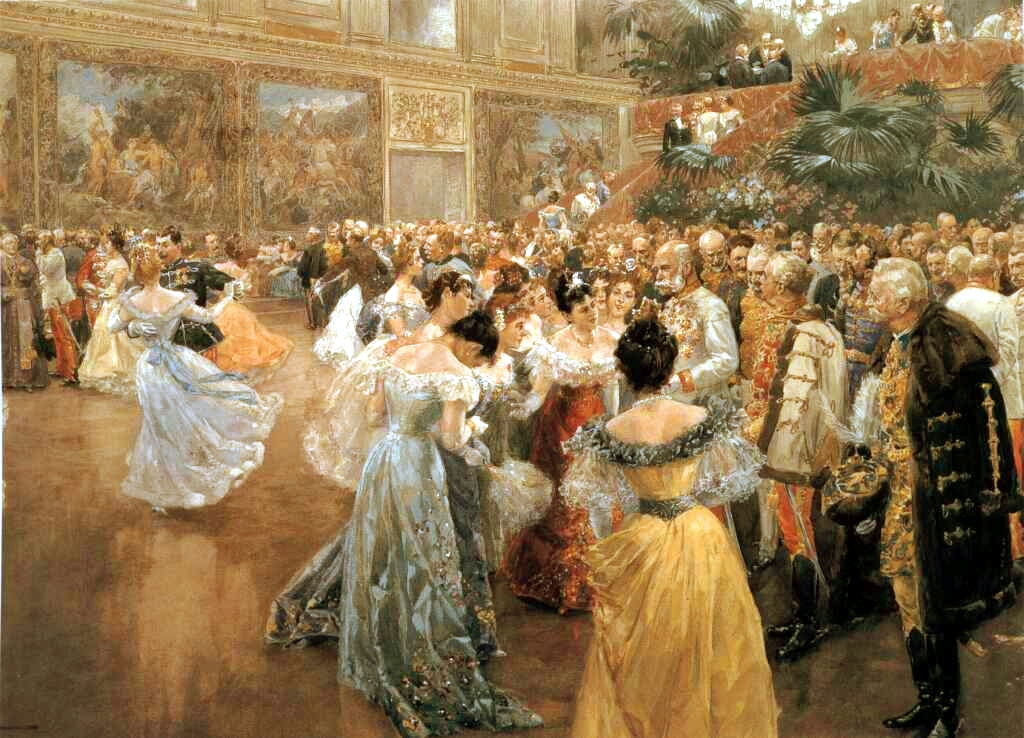
Adelige begrüßen den Kaiser auf dem Hofball in Wien.

Der Begriff Hofadel steht für die an den Fürsten-, Königs- oder Kaiserhöfen des mittelalterlichen und frühneuzeitlichen Europas versammelten und dort mit Hofämtern und Funktionen ausgestatteten Vertreter des Adels. Sie gehörten zu den einflussreichsten sozialen Gruppierungen des fürstlichen Hofstaats, zu denen auch Bürgerliche und einfache Dienstverpflichtete gehörten.
Im Unterschied zu dem auf seinen Rittergüter ansässigen Landadel wurde der Hofstaat seit dem Mittelalter für die dort versammelten Adeligen zum Mittelpunkt ihrer Existenz und zugleich zur Bühne, auf der um symbolisches Kapital und Einfluss gerungen wurde. Insbesondere der französische Absolutismus unter Ludwig XIV. strebte nach einer Zentralisierung des Adels um diese soziale Klasse in ein eigenes Rangsystem einzugliedern und somit wirksam zu kontrollieren. Dieses System strahlte auch auf die anderen europäischen Monarchien aus.
Der Hofadel verlor im 19. Jahrhundert in Europa mit der zunehmenden Institutionalisierung und Gliederung des inneren politischen Systems der Staaten seine politische Bedeutung. Er hielt sich als soziale Gruppierung in Europa bis zum Ende der Existenz der Monarchien als gestaltende politische Kraft mit dem Ende des Ersten Weltkriegs und den folgenden Revolutionen in Russland, Deutschland, Österreich-Ungarn und dem Osmanischen Reich.